# Prinsessor
Prinsessor è il secondo album in studio della cantautrice iraniana-svedese Laleh, pubblicato nel 2006.

## Tracce
1. Det är vi som bestämmer (Vem har lurat alla barnen?) – 4:12
2. Mamma – 3:53
3. Closer – 2:53
4. Call on Me – 3:29
5. Prinsessor – 4:19
6. November – 3:48
7. Your Town – 3:48
8. Step on You – 3:44
9. I Know This – 4:11
10. Part Two – 2:20
11. Far har lärt mig – 4:38
12. 12 – 3:25